# Fabrica de Bere din Turda
Fosta Fabrică de Bere din Turda (Piața Romană nr.17) a fost construită în perioada 1756-1814. 

## Generalități
Edificiul a fost proiectat de arhitectul autodidact János Kövesi, care a proiectat și clădirea Judecătoriei din Turda și vechiul pod de lemn peste Arieș (demolat).
Fabrica este înscrisă pe lista monumentelor istorice din județul Cluj, elaborată de Ministerul Culturii din România în anul 2015 (cod LMI CJ-II-m-B-07787).

## Descriere
Clădirea se remarcă prin calitatea sa arhitecturală deosebită, compusă într-un ansamblu complex, cu diverse pinioane și cu un mic turn, cu coșul de fum amplasat pe fațada principală (o prezență marcantă în compoziție), ce pune în evidență caracterul industrial al clădirii. Dezafectată și golită în anii '90 a secolului al XX-lea, starea de conservare a clădirii în momentul de față (2012) este destul de bună. Tâmplăriile originale din lemn și metal s-au păstrat mulțumitor, iar prin intervenții de reparație a învelitorii și de refacere a tencuielii ar fi posibilă readucerea clădirii într-o stare și mai bună.

## Istoric
Proprietarul ei, evreul bogat Lazar Simon Mendel, era cunoscut în zonă pentru domeniile și averea sa (el a posedat și „Vila Mendel” în stil Secession de pe strada Dr. Ioan Rațiu nr.25). Fabrica a fost extinsă și renovată în anul 1880. Clădirea principală a fost terminată abia în anul 1911. Fabrica a purtat la început denumirea „Fabrica de Bere Mendel” și era renumită pentru berea de bună calitate (era considerată chiar cea mai bună bere din Ardeal). 
În anii 20 ai secolului al XX-lea denumirea ei a fost schimbată în „Fabrica de Bere Turdeana”. În 1927 avea 90 de angajați și producea 50.000 de hectolitri de bere anual. La începutul anilor 40 Fabrica de Bere a fost cumpărată de turdeanul Herman Ausländer. Fabrica a fost închisă în timpul celui de al doilea război mondial, când clădirea a fost dezafectată. După război și-a reluat activitatea, iar in 1947 a fost naționalizată. 
Mai târziu, fabrica a fost cumpărată (cu marcă cu tot) de „Fabrica de Bere Ursus” din Cluj-Napoca. După cumpărarea ei de către „Fabrica de Bere Ursus”, treptat-treptat, producția s-a redus, iar după privatizarea „Fabricii Ursus”, patronii străini au decis închiderea definitivă a Fabricii de Bere din Turda. De remarcat că - arhitectural - clădirea a rămas neschimbată de peste 100 de ani. 
În anul 2006 fabrica a fost achiziționată de către familia Rațiu, fiind dorită introducerea ei în circuitul comercial, ca magazin universal de tip "Mall", proiect care nu a putut fi realizat.

## Galerie de imagini

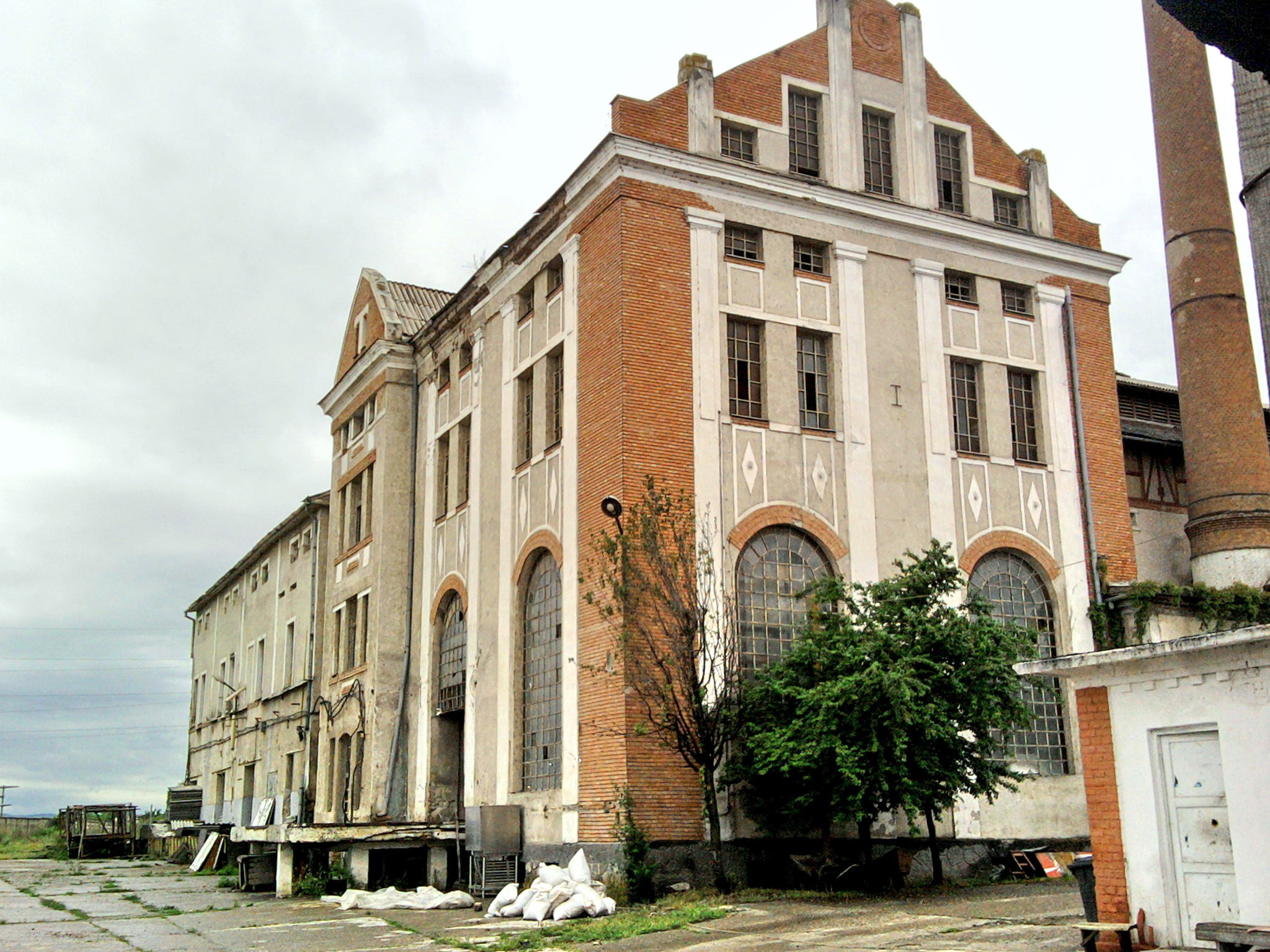
Fabrica de Bere din Turda (vedere laterală)
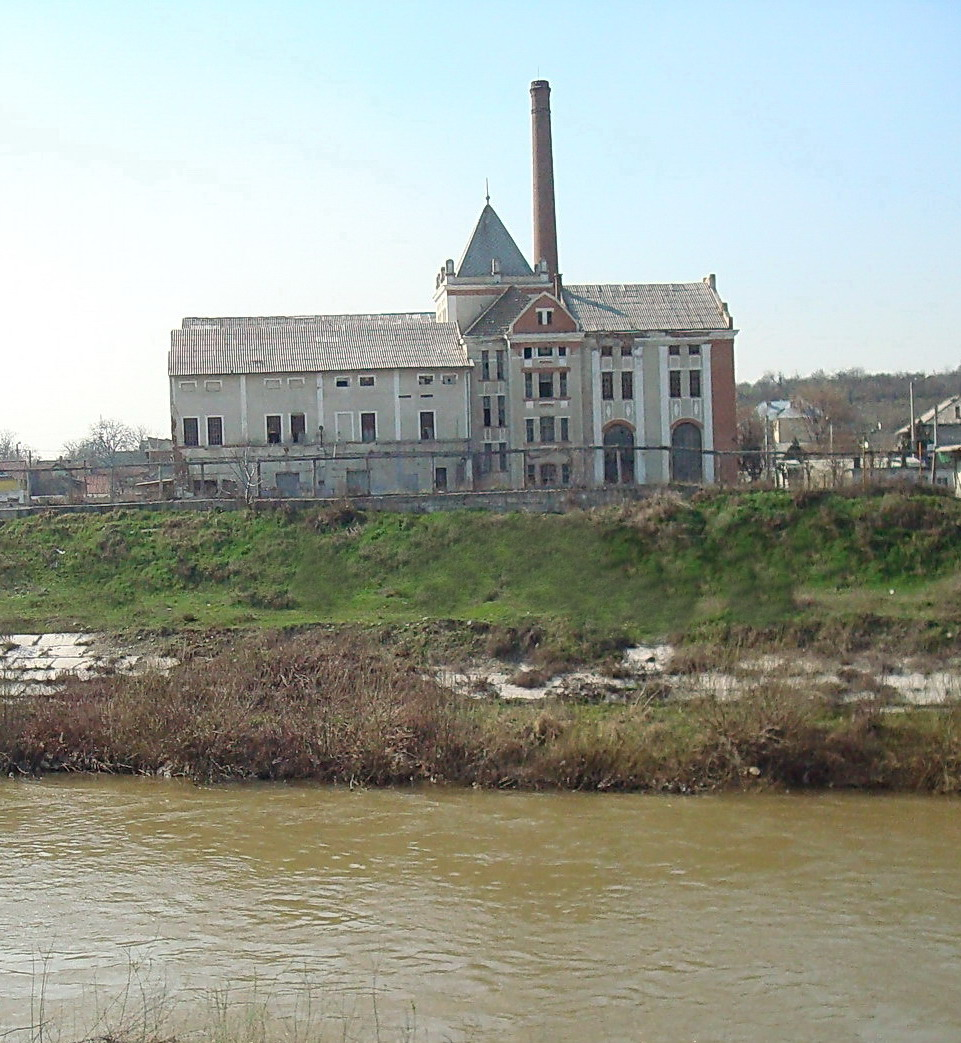
Fabrica de Bere din Turda (vedere laterală)
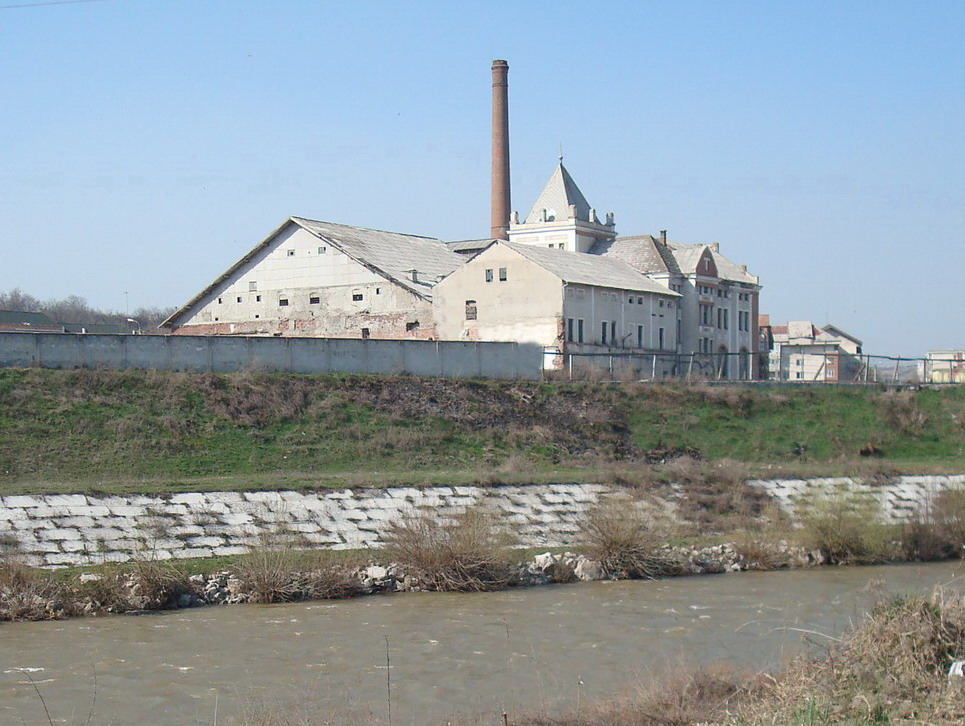
Fabrica de Bere din Turda (vedere din spate)